# 石川恭三
石川 恭三（いしかわ きょうぞう、1936年3月22日 - ）は、杏林大学医学部名誉教授、医学博士。東京都出身。
循環器・心臓病の分野を専門とし、日本の名医の一人として知られている。メディアへの出演も多い。著書は専門書・一般書合わせて70冊以上。

## プロフィール
- 慶應義塾大学医学部卒業後、同大学大学院医学研究科（内科学専攻）修了
- ジョージタウン大学（米国ワシントンD.C.）医学部留学内科学専攻
- 大和市立病院内科(慶應義塾大学助手)
- 1969年 慶應義塾大学 医学博士 論文の題は「肺血管床を介しての拡張期圧較差 : とくに各種心疾患の肺血管抵抗に関する考察」[2]。
- 1975年（昭和50年） 杏林大学医学部助教授
- 1981年（昭和56年） 杏林大学医学部主任教授（内科学）
- 同大学付属病院副院長（平成8年3月まで）
- 現在、杏林大学医学部名誉教授

## 所属学会
- 日本内科学会
- 日本循環器学会
- 日本心臓病学会
- 日本心電学会
- 日本超音波学会
- 日本核医学会
- 日本血液学会
- アメリカ循環器学会

## 著書
- 『患者さんがくれた宝物―医者が幸せを噛みしめるとき』（清流出版、2005年）
- 『医者が見つめた老いを生きるということ』（集英社、2003年）
- 『医者からの見舞い状　くれぐれも、ご自愛のほど。』（主婦と生活社、2003年）
- 『55歳から楽しむ人生楽しめない人生 医者からのメッセージ 』（三笠書房、2003年）

## メディア出演

### テレビ
- 午後は○○・おもいッきりテレビ （日本テレビ）
- 生活ホットモーニング （NHK総合）
- 健康ホットライン（NHK衛星第2）
- レディス4 （テレビ東京）

### ラジオ
- 電話相談：あなたの健康・家族の健康 （NHKラジオ第1放送、午後3時〜4時）、「心臓」担当
- 大沢悠里のゆうゆうワイド (TBSラジオ、不定期)